# Lois Joel
Lois Joel (Londen, 2 juni 1999) is een voetbalspeelster uit Wales. Ze speelt als verdediger en aanvaller voor Newcastle United in de Championship.

## Clubcarrière
Joel groeide op in North Finchley, een wijk van Londen. Ze begon met voetballen in de jeugdopleidingen van Watford FC en Arsenal alvorens ze onderdeel werd van de jeugdopleiding van Chelsea FC. Ze werd eenmalig opgenomen in de wedstrijdselectie van Chelsea FC op 2 juli 2016 in een League Cupwedstrijd tegen London Bees na penalty's.
Vanaf augustus 2017 ging Joel naar de Universiteit van West Virginia. Hier speelde ze twee seizoenen universiteitsvoetbal bij de North Carolina Tar Heels. Joel kwam tot 33 optredens waarin ze een keer scoorde en een assists gaf. In mei 2019 vertrok Joel naar de Universiteit van North Carolina te Chapel Hill waar ze ging spelen voor de Tar Heels. Ze werd aangeraden door mede Engelse jeugdinternationals Lotte Wubben-Moy en Alessia Russo die voor de Tar Heels speelden sinds 2017. Joel kwam tot 25 optredens voor de club, waarin ze acht doelpunten maakte en evenveel assists gaf.
Joel keerde op 2 oktober 2020 vanwege de coronapandemie terug naar haar geboorteland waar ze een kort contract tekende bij Super Leagueclub West Ham United. Hier was ze als amateur actief. Ze maakte haar debuut op 18 oktober door in de 73ste minuut in te vallen voor Laura Vetterlein in een 4-2 nederlaag tegen Manchester United. Voorafgaand aan het seizoen 2021/22 verlengde Joel haar contract met een jaar. Nadat dit contract afliep, maakte Joel de overstap naar de London City Lionesses waar ze twee seizoenen speelde.
Na haar vertrek uit Londen, tekende Joel in september 2024 een contract bij Newcastle United. Ze maakte haar debuut in de tweede helft van een wedstrijd tegen haar voormalig club London City Lionesses.

## Statistieken
| Seizoen | Club                  | Land     | Competitie   | Wedstrijden | Doelpunten |
| ------- | --------------------- | -------- | ------------ | ----------- | ---------- |
| 2020/21 | West Ham United       | Engeland | Super League | 5           | 0          |
| 2021/22 | West Ham United       | Engeland | Super League | 10          | 0          |
| 2022/23 | London City Lionesses | Engeland | Championship | 1           | 0          |
| 2023/24 | London City Lionesses | Engeland | Championship | 4           | 2          |
| 2024/25 | Newcastle United      | Engeland | Championship | 19          | 0          |
| Totaal  | Totaal                | Totaal   | Totaal       | 39          | 2          |

Laatste update: 11 juni 2025

## Interlandcarrière
Joel maakte haar debuut voor het Welshe nationale team in een 2-0 overwinning op Ierland in februari 2024.